# 30-й дивізіон надводних кораблів (Україна)
30-й дивізіон надводних кораблів (30 ДННК, в/ч А0937) — постійне військове формування надводних кораблів військово-морських сил України з місцем базування на ВМБ "Південь". До 2018 року 1-ша бригада надводних кораблів (1 БрНК).

## Історія
1 вересня 1993 року в місті Севастополі сформовано 1 бригаду надводних кораблів (1 БрНК) ВМС України. 
За час існування у різні роки бригадою командували офіцери, які надалі обіймали провідні посади в органах управління Військово-Морських Сил Збройних Сил України, Державної прикордонної служби України, Генерального штабу та Міністерства оборони України: Микола Жибарєв (надалі - контрадмірал), Ігор Тенюх (надалі - адмірал), Сергій  Настенко (надалі – капітан 1 рангу), Андрій Тарасов (надалі - контрадмірал), Олексій Неїжпапа (надалі - контрадмірал), Олексій Доскато (надалі – капітан 1 рангу),  капітан 2 рангу Дмитро Глухов.
Протягом 1993 - 2014 років кораблі бригади неодноразово здійснювали далекі, у тому числі трансатлантичні, морські походи, брали участь у міжнародних навчаннях «Мерітайм Партнер», «Сі Бриз», активаціях з’єднання БЛЕКСІФОР, антитерористичній операції НАТО «Активні зусилля» в акваторії Середземного моря та антипіратських операціях НАТО та ЄС «Океанський щит» та «Аталанта» в Аденській затоці.
2014 року бригаду перебазовано до Одеси, 2018 року орган управління переформовано згідно зі стандартами НАТО, а його люди і кораблі продовжують виконання завдань захисту України від російської агресії з моря, підтримуючи славні традиції з’єднання. В ході переформатування організаційної структури ВМС ЗС України, управління 1-ї бригади надводних кораблів переформовано в 30-й дивізіон надводних кораблів (30 ДННК).
24 лютого 2022 року флагман ВМС фрегат “Гетьман Сагайдачний” був спеціально виведений з ладу в Миколаєві та покладений на ґрунт, щоб не дістатись росіянам. Корабель був небоєздатним, з демонтованою зброєю та стояв у порту Миколаєва на ремонті.
3 березня 2022 року Патрульний катер типу «Айленд» «Слов'янськ» здійснював розвідку в районі Кінбурнської коси. Близько 12.30 год. в правий борт в район машинного відділення влучила ракета Х-31, випущена літаком Російської Федерації. Після цього катер затонув.

## Структура
Склад дивізіону на кінець 2021 року:
- Фрегат проекту 1135.1 «Гетьман Сагайдачний» (б/н F130; флагман, в/ч А1960)
- Патрульний катер проекту 206МР «Прилуки» (б/н P153, в/ч А0937Б)
- Патрульний катер типу «Айленд» «Слов'янськ» (б/н Р190, в/ч  А0937Г)
- Патрульний катер типу «Айленд» «Старобільськ» (б/н Р191, в/ч  А0937Д)
- Патрульний катер типу «Айленд» «Суми» (б/н Р192, в/ч  А0937)
- Патрульний катер типу «Айленд» «Фастів» (б/н Р193, в/ч  А0937)

## Командування
- Жибарєв Микола Євгенович (1994-1997)[4]
- капітан 1 рангу Тенюх Ігор Йосипович (1997-2001)
- Сергій  Настенко
- Тарасов Андрій Андрійович (2005-2007)
- Неїжпапа Олексій Леонідович (2008-2012)
- Доскато Олексій Олегович
- капітан 2 рангу Глухов Дмитро Сергійович (з 19 травня 2015)
- капітан 2 рангу Рудь Павло Григорович